# ポール・R・エーリック
ポール・ラルフ・エーリック（Paul Ralph Ehrlich 、1932年5月29日 - ）は、アメリカ合衆国の生物学者で、人口増加と有限な資源の帰結に関する警告で最もよく知られている。 彼は、スタンフォード大学生物学科の個体群研究の名誉教授、及びスタンフォード保全生物学センターの所長である。

## 業績
エーリックは、論争を呼んだ1968年の本『人口爆弾 』を妻のアンと共著し、よく知られるようになった。その中で彼らが「今いかなる突貫的計画に取り掛ろうが、1970年代には数億人が餓死するだろう」と述べたのは有名である。 本著の中で提案された解決策には頭数調整があり、「子供を更に持つことへの税優遇」の廃止などの「様々な形の強制」も含め、 自発的な方法が失敗した際には用いるべきだとしている。 エーリックはその意見の為に批評され終えてもいる。例えばロナルド・ベイリーは、エーリックを「抑えの利かぬ災厄予言者」と称した。 エーリックは、その予言したことのいくつかは起きていないと認めているが、疾病や気候変動に関する予言は本質的に正しく、人口過剰が主要な問題であると述べている。

## 著作
- The Population Bomb （1968年、改訂1971年、更新1978年、再販1988年・1998年・2008年・2018年）
  - 『人口爆弾』
- Population, Resources, Environments: Issues in Human Ecology (1970)
  - 『人口、資源、環境』
- The End of Affluence (1975)
  - 『繁栄の終り』
- Extinction (1981)
  - 『絶滅のゆくえ：生物の多様性と人類の危機』
- The Cold and the Dark: The World after Nuclear War （1984年、カール・セーガン、ドナルド・ケネディ、ウォルター・オア・ロバーツと）
  - 『核の冬：第三次世界大戦後の世界』
- The Population Explosion （1990年、アン・エーリックと）
  - 『人口が爆発する！環境・資源・経済の視点から』
- The Dominant Animal: Human Evolution and the Environment （2008年、アン・エーリックと）
  - 『支配的動物：ヒトの進化と環境』

## 参照
1. ↑  Professor Paul R. Ehrlich ForMemRS, The Royal Society, retrieved September 26, 2012.
2. ↑  Mieszkowski, Katharine (2008年9月17日). “Do we need population control?”.   Salon.com. 2012年9月27日閲覧。
3. ↑  “The Population Bust: Demographic Decline and the End of Capitalism as We Know It”. Foreign Affairs. (September 2019). ""Ehrlich's prophecy, of course, proved wrong, for reasons that Bricker and Ibbitson elegantly chart in Empty Planet.""
4. ↑   Leaders from the 1960s: A Biographical Sourcebook of American Activism. Greenwood Press, 1994. (1994). p. 318. ISBN 9780313274145
5. ↑  Tierney, John (1990年12月2日). “Betting on the Planet”. The New York Times 2012年9月26日閲覧。
6. ↑  Haberman, Clyde (2015年5月31日). “The Unrealized Horrors of Population Explosion”. The New York Times
7. ↑  Ronald Bailey (2010年12月30日). “Cracked Crystal Ball: Environmental Catastrophe Edition”. reason.com – Free minds and free markets.   Reason Foundation. 2013年3月4日閲覧。
8. ↑  Ehrlich, Paul (2004年8月13日). “When Paul's Said and Done”.   Grist Magazine. 2004年11月15日時点のオリジナルよりアーカイブ。2015年9月24日閲覧。 “Some things I predicted have not come to pass.”